# Beretta BM59
Beretta BM59 je bojna puška, proizvedena v Italiji za potrebe italijanske vojske ter izvoz.

## Zgodovina, zasnova in delovanje
Po drugi svetovni vojni je mnogo držav poskušalo izdelati puško, ki bi bila zanesljiva in natančna kot ameriška polavtomatska puška M1 Garand. Italija v tem primeru ni bila izjema, le, da so tam zahtevali orožje, ki bi za razliko od »Garandke« lahko streljalo tudi rafalno ter bi imelo na cevi nameščen nastavek za izstreljevanje tromblonskih min. Za novo puško je bil določen takrat standardni NATOv naboj 7,62x51 NATO oz. .308 Winchester.
Puška je bila v bistvu le predelan Garand, zanjo pa so celo uporabili večino delov originalne polavtomatske ameriške puške. 
BM59 je bila dokaj zanesljivo orožje, ki je delovalo na principu odvoda smodniških plinov, ki so preko plinskega valja, nameščenega pod cevjo puške preko dveh vzvodov obračali rotacijski zaklep in napenjali orožje. S selektorjem ognja je orožje delovalo v polavtomatskem ali avtomatskem režimu.
Puška je imela na koncu cevi nameščen nastavek za izstreljevanje tromblonskih min. Za uporabo tega nastavka pa je bilo potrebno dvigniti tromblonski merek, ki je bil nameščen tako, da je zaprl pot smodniškim plinom v komoro. V primeru, da je strelec pozabil dvigniti merek je sila smodniških plinov močnega naboja za izstreljevanje min popolnoma razdejala orožje in poškodovala strelca.

## Modeli
- BM59 Modello I - puška z lesenim kopitom in polpištolskim ročajem.
- BM59 Modello II - model s spremenjenim ročajem, ki je tokrat pištolski.
- BM59 Modello III oz. Ital TA - model s pištolskim ročajem namenjen planinskim enotam s kovinskim preklopnim kopitom.
- BM59 Modello IV - model s težko cevjo in plastičnim kopitom. Ta model je bil uporabljen kot puškomitraljez in se je v praksi najslabše izkazal.

## Uporabniki
Danes je ta puška uporabljena le še kot paradno orožje, moč pa jo je najti še v paravojaških enotah po Afriki, kamor je našla pot po tem, ko so jo v Italiji zamenjali s sodobnejšo puško Beretta AR 70/90. 
V času serijske proizvodnje je bila ta puška glavna jurišna puška v naslednjih državah:
- Indonezija
- Italija
- Maroko